# 夏克刀登
夏克刀登（1898年—1960年4月2日），男，四川德化人，中华人民共和国政治人物。曾任西南军政委员会委员，西康省人民政府副主席。

## 生平
其祖父夏克·白玛伦珠为德格土司的頭人。其父夏克·扎西朗加继承了头人职位，在土司家族内部争权夺位中被毒死。其母泽旺志玛继承夫权，精明干练，被称为康区“三大女头人”之一。 1908年，川滇边务大臣赵尔丰率军进藏时，德格土司多青僧格與其弟昂翁降白仁青争夺土司权位，治兵相攻，多吉附赵尔丰而得到支持击败其弟，昂翁溃败率部逃往拉萨，夏克刀登的母亲带全家亦随昂翁逃亡。
辛亥革命时，夏克家族在保护十三世达赖逃亡印度以及攻打驻藏川军中均立有战功，因而受到达赖的器重，进入西藏贵族阶层。夏克刀登得以进入拉萨的贵族学校就读。1918年西藏地方当局在英国支持下，进攻西康地区，攻占德格后，多吉僧格以“亲汉罪”被押往拉萨惩办。夏克家族重返德格恢复大头人权势。1932年“大白事件”导致康藏战争，藏军被击败，刘文辉在德格建立县政府。夏克刀登出任德格土司的军事头人（涅巴）。1933年，入赘玉隆大头人拉日伯格家为婿，不久岳父亡故，兼有玉隆领地，拥有一千多户差民，率部平定了白玉等地的头人变乱。1935年6月，国民政府利用康藏地方势力防堵红军长征，通过“西康宣慰使”诺那活佛做德格土司泽旺登登（泽旺邓登）的工作。1935年8月在康定举行“宣慰”大会，德格土司首席军事头人夏克刀登与会，受到诺那活佛大力笼络。1936年4月初，红军长征经过甘孜县城并到达了绒坝岔。德格土司泽旺登登担心红军进入德格，命夏克刀登率更慶寺的喇嘛僧军在甘孜绒坝设三道防线狙击红军，被红四方面军第265团一夜攻破，夏克刀登被炮弹炸伤腿部被俘后被送到朱倭官寨子。红三十军政委李先念、王维舟、朱德总司令等亲自向其宣传红军的民族政策，夏克刀登写信命令集结在绒坝岔的德格土司武装退回德格。1936年4月23日夏克刀登代表德格土司泽旺登登与红军代表李先念签订了《互不侵犯协定》，商定红军不进入德格，德格土司也不打红军，并帮助红军筹集粮食和军需物资。1936年5月1日在甘孜县城召开中华苏维埃中央博巴自治政府成立大会。夏克刀登与格达活佛等当选为“博巴政府”副主席。夏克刀登积极支援红军北上，协助安置伤病员外，还从玉隆赶来500多头牦牛、100多匹马和大批粮食给红军。1940年，夏克刀登与德格土司矛盾激化。夏克刀登大造舆论号召差民起来废除土司制度，废除乌拉差役，派兵袭击麦宿头人，将逃往青海的麦宿头人三家的土地、房屋、牲畜、粮食全部分给原来的差民，策划白玉的差民赶走德格土司委派的“宗本”并推举贫苦差民白玛群培为宗本；在石渠、邓柯和德格县排挤土司势力。至1949年，德格土司属下的30个大头人中有15个完全站在夏克刀登一边。
1949年夏中国人民解放军第一野战军解放兰州。夏克刀登得知解放军就是当年的红军，立即派出请求尽快解放康藏的三名代表绕道阿坝进入甘肃，第一野战军司令员彭德怀用飞机将他们送到北京，得到朱德总司令接见。1950年夏克刀登赴康定参加了迎接解放庆祝会。在3月27日成立的“中国人民解放军康定军事管制委员会”中任副主任，又应邀赴重庆得到刘、邓接见，出任西南军政委员会委员。1950年7月当选为西康省藏族自治区人民代表会议协商委员会副主任。
1950年3月中国人民解放军第十八军进军康藏和西藏时，由于公路未建成，粮荒突出，危及生存。1950年7月24日，刘伯承直接向到重庆参加西南军政委员会第一次会议的夏克刀借粮，“现在因公路未修通，气候太恶劣，飞机又难于空投。只有向你们借一点粮食吃，但我们一定要负责归还。”夏克刀登表示将以合理价格售粮给解放军，确保进军西藏。夏克刀登向甘孜北路入藏的解放军出售了数十万斤粮食，动员地方上层组织支前委员会并担任主任，动员群众、调配牦牛组成运输队，为部队承担大量物资运输。邓小平后来说：“我们进军西藏，因为粮食运不到，我们只进去了三四千人，但我们一下就借到了七十万斤粮，夏克刀登、格达、邦达多吉帮忙很大，不但粮食借到了，而且价钱还很公道。”据不完全统计，至1950年10月底，康藏支援进藏解放军烧柴1500万斤、马草500万斤、帮购粮食200万斤，代买牛马2万余头，支前运输牦牛约10万头，基本保障了解放军的需要。1951年底，夏克刀登再次在玉隆、石渠、邓柯等地组织起一万头牦牛，由侄儿夏克·郎加多吉领队，抢运一批急用军需到拉萨，缓解了刚入拉萨的部队的困难。
1950年11月，在西康省藏族自治区第一届各族各界人民代表大会上，当选为西康省藏族自治区人民政府副主席。1954年，当选第一届全国人民代表大会代表。
1960年，罹患急性黄疸肝萎缩症，在四川省人民医院抢救无效逝世。四川省领导廖志高、柯召、天宝、华尔功臣烈、阿旺嘉措等在成都参加了夏克刀登的追悼会。

## 纪念
夏克刀登旧址纪念馆：位于德格县玉隆乡政府不远处。